# 鳥居久靖
鳥居 久靖（とりい ひさやす、戸籍名 鶴美、1911年7月1日 - 1973年7月1日）は、日本の中国語学者・中国文学者。元天理大学教授。

## 経歴
愛知県八名郡石巻村（現豊橋市嵩山町）の農家の二男として生まれる。1927年、県から学資補助を受けながら愛知県岡崎師範学校（現愛知教育大学）本科一部に進学。1932年、豊橋市内の学校に奉職するも、1935年、県に頼んで南満洲鉄道株式会社奉天教育研究所に出向。ここで中国語と出会い、中国語を専攻する。1939年に一時帰国し、結婚。1940年、新京（現長春市）の新京商業学校で教鞭を執る。1942年、帰国して天理外国語学校（現天理大学）教授となる。そのかたわら、立命館大学法学部に在籍し、1944年に卒業した。1949年、学校再編による天理大学開学に伴い資格再審査を受け、文学部助教授となる。1955年、天理大学教授。1973年、死去。

## 著書
- 『北満を旅して』1935年、同盟新聞 - 中国関連の最初の紀行文。全39回。
- 鳥居鶴美・平岩房次郎 校訂『華語助動詞の研究』1947年、養徳社
- 『金瓶梅しゃれことばの研究』1972年、 光生館
- 『中国の言語と文学 鳥居久靖先生華甲記念論集』1972年、鳥居久靖教授華甲記念会

など多数

## 訳書
- 老舎『竜鬚溝 三幕劇』太田辰夫共訳註（『江南書院訳註双書』11巻）江南書院、1957年
- 『西遊記』上・下、太田辰夫共訳（『中国古典文学全集』13・14巻）平凡社、1960年 - 清版『西遊真詮』の全訳。1971年改訂版『中国古典文学大系』、1972年奇書シリーズ、1990年選書版全7巻で再刊。
- 陳忱『水滸後伝』（『東洋文庫』58・66・78）平凡社、1966年
- 石玉崑『三侠五義』（『中国古典文学大系』48）平凡社、1970年